# リシャール・ゲイ
リシャール・ゲイ（Richard Gay、1971年3月6日 - ）は、フランスのオート＝サヴォワ県シャモニー出身のフリースタイルスキーヤーである。

## 経歴
1994-1995シーズンにモーグルのワールドカップへ初出場する。初年度は参戦数も少なく17位が最高だったが、2年目は最高8位と一桁の順位に入る。3年目、4年目も一桁の順位に入るが表彰台には後一歩届かなかった。5年目の1998-1999シーズンのシングル第2戦で遂に表彰台に上がる。同シーズンはさらに世界選手権にも初出場を果たして、シングルは12位だがデュアルでベスト8まで勝ち上がった。1999-2000シーズンは一桁の順位には入るものの再び表彰台は無しで終わった。2000-2001シーズンも表彰台は無しだが、一桁の順位が多く、確実にポイントを獲得することで総合では4位に入った。同シーズンに行なわれた世界選手権ではシングルは4位とメダルに後一歩のところまで迫り、デュアルはベスト16と健闘した。30歳になった2001-2002シーズンに遂にデュアル第1戦で初優勝を果たす。この30歳でのデュアル優勝はファブリス・ウージェの26歳での優勝を上回り、デュアル最年長優勝記録となるが、僅か1か月後にガース・ヘイガーが32歳で優勝して破られた。残り2戦も3位、5位と好成績を収め、デュアル総合優勝を果たした。30歳でのデュアル総合優勝もトニー・エメリーの26歳での総合優勝を上回り、デュアル最年長総合優勝記録となった。シングルでは殆どが二桁順位だったが1度だけ表彰台に登っている。また、オリンピックのフランス代表にも選ばれ、同シーズンに行なわれたソルトレイクシティオリンピックに出場した。初出場のオリンピックでは予選5位の好走を見せるとさらに決勝で2つ順位を上げて3位、銅メダルを獲得した。2002-2003シーズンはモーグルの選手から新たに種目に加わったスキークロスの選手に転向した。3戦にフル参戦した初めてのシーズンは最高17位で、2年目の2003-2004シーズンも最高30位と良い成績は残せず、同シーズンを最後に引退した。

## 主な成績

### ワールドカップ

#### モーグル戦績表
| シーズン  | シングル | シングル | シングル | シングル | シングル | シングル | デュアル | デュアル | デュアル | デュアル | デュアル | デュアル | オーバーオール 総合成績 |
| シーズン  | 大会数   | 出場数   | 1位      | 2位      | 3位      | 総合成績 | 大会数   | 出場数   | 1位      | 2位      | 3位      | 総合成績 | オーバーオール 総合成績 |
| --------- | -------- | -------- | -------- | -------- | -------- | -------- | -------- | -------- | -------- | -------- | -------- | -------- | ----------------------- |
| 1994-1995 | 10戦     | 2戦      | 最高17位 | 最高17位 | 最高17位 | 39位     |          |          |          |          |          |          | 100位                   |
| 1995-1996 | 11戦     | 8戦      | 最高8位  | 最高8位  | 最高8位  | 16位     | 3戦      | 2戦      | 最高9位  | 最高9位  | 最高9位  | 29位     | 53位                    |
| 1996-1997 | 7戦      | 7戦      | 最高5位  | 最高5位  | 最高5位  | 12位     | 6戦      | 4戦      | 最高9位  | 最高9位  | 最高9位  | 30位     | 37位                    |
| 1997-1998 | 8戦      | 4戦      | 最高16位 | 最高16位 | 最高16位 | 42位     | 5戦      | 5戦      | 最高5位  | 最高5位  | 最高5位  | 14位     | 98位                    |
| 1998-1999 | 5戦      | 5戦      |          | 1回      |          | 12位     | 3戦      | 2戦      | 最高5位  | 最高5位  | 最高5位  | 10位     | 27位                    |
| 1999-2000 | 7戦      | 6戦      | 最高9位  | 最高9位  | 最高9位  | 12位     | 4戦      | 4戦      | 最高6位  | 最高6位  | 最高6位  | 9位      | 23位                    |
| 2000-2001 | 7戦      | 7戦      | 最高4位  | 最高4位  | 最高4位  | 4位      |          |          |          |          |          |          | 10位                    |
| 2001-2002 | 9戦      | 7戦      |          | 1回      |          | 14位     | 3戦      | 3戦      | 1回      |          | 1回      | 優勝     | 172位                   |
| 通算成績  | -        | 46戦     |          | 2回      |          | -        | -        | 20戦     | 1回      |          | 1回      | -        | -                       |

#### スキークロス戦績表
| シーズン  | 成績   | 成績   | 成績     | 成績     | 成績     | 成績     | オーバーオール 総合成績 |
| シーズン  | 大会数 | 出場数 | 1位      | 2位      | 3位      | 総合成績 | オーバーオール 総合成績 |
| --------- | ------ | ------ | -------- | -------- | -------- | -------- | ----------------------- |
| 2002-2003 | 3戦    | 3戦    | 最高17位 | 最高17位 | 最高17位 | 34位     |                         |
| 2003-2004 | 8戦    | 5戦    | 最高30位 | 最高30位 | 最高30位 | 64位     | 213位                   |
| 通算成績  | -      | 11戦   |          |          |          | -        | -                       |

#### 優勝歴
- 2001-2002シーズン
  - デュアル:第1戦スチームボート（アメリカ）優勝

### 世界選手権
- 1999年マイリンゲン大会
  - シングル12位
  - デュアル5位（ベスト8）
- 2001年ウィスラー大会
  - シングル4位
  - デュアル9位（ベスト16）

### オリンピック
- 2002年ソルトレイクシティオリンピック 3位